# 厦门事件
厦门事件又称东本愿寺事件，指1900年8月24日至9月7日，日本方面以中国暴徒放火焚烧东本愿寺布教所为由，公然派遣部队登陆厦门，最终在西方列强的干预下被迫撤军的未遂军事行动。

## 背景

### 取得势力范围
日本对福建的觊觎早已有之：第二次鸦片战争期间，萨摩藩藩主岛津齐彬提出：“早日取得福州和臺灣及朝鲜，以强化日本国防，乃是当前之要务”。中法战争期间，日本思想家福泽谕吉发布《时事新报》社论《东洋之波兰》，并文中附上“支那帝国分割之图”，将台湾与福建的一半划予日本。
1895年4月17日，清廷同日本签署《马关条约》，将台湾割予日本。日本虽取得甲午战争的胜利，但其仍旧觊觎福建。1896年10月19日，日本同清廷签订《公立文憑》，允许日本“在上海、天津、厦门、汉口等处，设日本专管租界。”
1898年4月22日，日本驻华公使矢野龙溪照会总理衙门，要求清廷声明“不将福建省内之地让与或租与别国矣。”4月24日，总理衙门复照，表示同意来照要求，福建由此成为日本的势力范围。

### 虎头山租界事件
1897年初，日本政府照会清廷，要求“将厦门城外对鼓浪屿之火仔垵、沙坡头及其中间各该沿海一带背后至山顶之地方12万坪，又生屿及大屿内对鼓浪屿之沿海10万坪，共22万坪，作为日本专管租界”如果清廷接受这一照会，日本将能够把持厦门港的南、北水道，扼据厦门港。

### 台湾总督府的策动

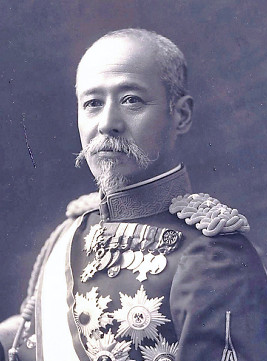
儿玉源太郎是厦门事件的幕后策划者之一

由于地理因素，日本台湾总督府很早就将福建视为帝国扩展的着力点。第二任总督桂太郎指出：“欲确立经略台湾的方针，必须实施南清的经略；欲实施南清的经略策政，必须有经略福建及厦门之实；欲得经略福建及厦门之实，则非有经略南洋之实不可”将厦门视作南进策略的重要一环。此外，桂太郎还主张同厦门之间开启密切交往，以令福建置于日本的影响力之下。桂太郎卸任近两年后，第四任总督儿玉源太郎上任。儿玉源太郎与桂太郎同为日本陆军出身，同是南进论的支持者。儿玉源太郎上任后，任命后藤新平为民政长官，主导或参与了日本对福建地区的每一步行动。
1899年6月，儿玉源太郎发布《有关统治台湾过去及将来备忘录》，将对岸经略的目标由福建缩小至厦门，并指出“对台湾岛民的统治，欲收十全的效果……必须留意对岸之福建省，尤其是厦门的民心”“东亚有数之良港，即厦门港也。就任以来，对此政策已在苦心经营，期望迟早可有达到目的之机运来临”，将厦门视为统治台湾与南进策略的重要一环。他还打算依靠经济建设，欲收揽厦门百姓的民心。然而，日本在厦门的经济地位远不如英国、美国与德国，对厦门的经略并不成功。
在儿玉源太郎等人的努力下，日本逐步在厦门设立学校、寺庙与银行，厦门也在1900年成为日本人第二多的中国城市。同年春，后藤新平观访厦门、福州、漳州等地，并同富商林維源、闽浙总督许应骙、内阁大学士陈宝琛、福建水师提督杨岐珍、兴泉永道道台延年等人会晤。此次观访主要取得了两个成果：第一，日本驻厦门、福州的领事兼任台湾事务官，由台湾总督府资助，进行情报搜集与报告工作；第二，台湾总督府每年补助、扶持在闽本愿寺与日籍僧人。这两点为之后发生的厦门事件起到了铺垫作用。

### 形势升级
1900年6月起，八国联军之役爆发，清廷与日本等国进入敌对状态。同年7月2日，闽浙总督许应骙与福州将军善联致电驻榕外国领事，要求效仿两江、两湖地区缔约。7月6日，两人再次致电驻榕领事，邀请商议定约。7月14日，福建省内各大官员与俄、美、日、英、法、德、荷七国领事在福州南台广东会馆开会，并签订《福建互保协定》，加入“东南互保”。作为唯一正式签字的互保条约，《福建互保协定》成为了东南督撫在厦门事件中同列强据理力争的有效证据。
1900年6月初起，日本以保护侨民的理由派遣須磨號防護巡洋艦（后改派和泉號防護巡洋艦）、筑紫号巡洋舰两艘军舰。其以厦门为母港，活动于华南一带的海域。1900年6月23日，日本海軍大臣山本权兵卫发布训令，要求其中一舰尽可能于厦门停泊，另一舰伺机停泊于厦台一带。同时，厦门当地流传有“三千位日本兵由台湾至厦门”的信息，一时人心惶惶。为此，后藤新平向福建布政使张曾敭等人承诺：“我台湾总督府在时局未发生大变化之时，绝不会做出类似派遣军队横加干扰等不当之事。”次月14日，后藤新平前往东京，呈上一份将厦门和朝鲜涂为相同颜色的地图，并在政府内部多方游说走动。
1900年6月23日，地方政府召开驻厦各国领事会议，宣布：“厦门现下虽未发生任何事态，但为预防万一，必须采取充分防卫措施，保护外国人等。”同时还称：清廷已向厦门派遣炮艦、输送物资、增加兵力，炮台也进行防御准备。为避免事态发生，人心骚乱，希望外国军舰停止进入厦门港。

## 事发

### 初步行动

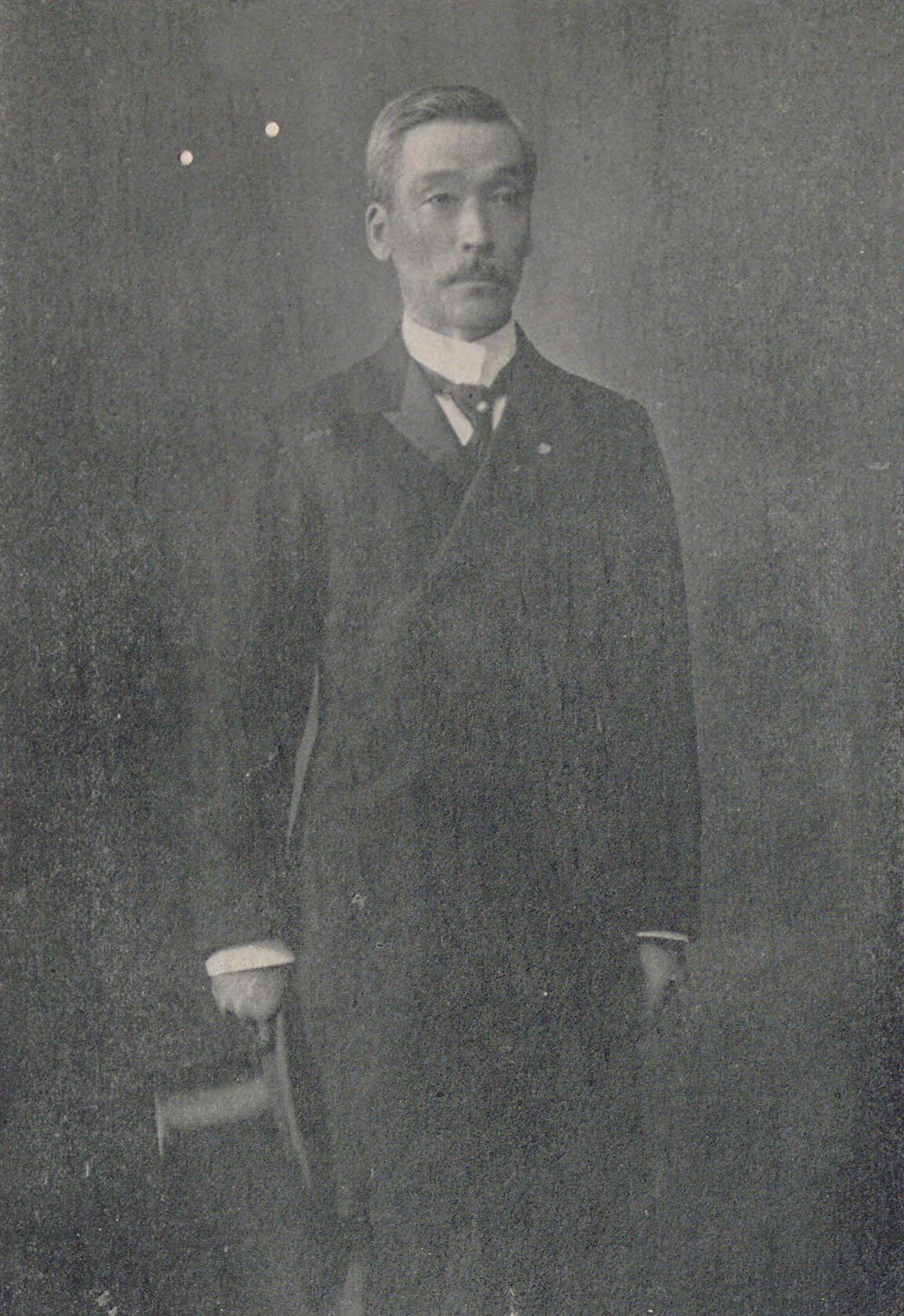
上野专一（20世纪初）

1900年8月24日午夜1时，日本在厦门的东本愿寺布教所发生火灾。日本驻厦门领事上野专一在接到东本愿寺布教使宫尾寮秀的报告后，旋即发表声明，称火灾系“义和团拳匪”所为，是反日的破坏行为。几个小时后，待命于港口军舰的一支海军陆战队（约一百人）接到命令，登陆厦门岛，赶往火灾现场。随后，和泉號防護巡洋艦派出一支海军陆战队小队，进驻鼓浪屿上的日本驻厦门领事馆。8月25日，高千穗號防護巡洋艦派出一支海军陆战队小队攻占虎头山，架起两门快炮，直指福建水师提督衙门。日本方面称其为“保护帝国臣民”的措施，并扬言将在8月28日4时开炮。8月26日，日本方面又派出两支海军陆战队小队登陆厦门岛，进驻东亚书院。厦门的炮台皆进入战斗状态，炮口直指日本军舰、鼓浪屿与虎头山。而停泊在厦门港的海籌號防護巡洋艦、海琛號防護巡洋艦等军舰亦升火起锚，炮口直指日本军舰。

### 兴泉永道的反应
厦门事件发生时，上野专一依照国际外交惯例，向兴泉永道方面发送有关遣兵登陆的照会，又向驻厦各国领事发送通牒。但这些举动并不影响列强各国对厦门事件的观点。
火灾发生时，兴泉永道道台延年正好在带兵巡夜。当他来到山顶仔街时，亲眼目睹了东本愿寺布教所火灾，并命令士兵协助附近居民灭火。尽管根据外国人描述，延年很快就维持住了秩序，然而日军仍旧以“暴民放火”为借口出兵登陆厦门。延年接到上野专一的照会后，立即回复称：如果日本派兵登陆的举动引发了民间事端，清兵恐难以保护，恳请日本方面撤兵回舰。对此，上野专一回复称：“由于厦门形势不稳，帝国臣民濒临危殆，故派兵自行保护，只有等时局稍定后才可撤兵。”
为防止日军增兵，延年派遣清兵在厦门岛上巡逻，同时竭力向上野专一澄清厦门并无暴徒袭击的情况，意图令日本方面撤兵。交涉受挫时，延年还利用先前签署的《福州互保协定》进行抗议：“闽省前蒙督宪、军宪援照两江等省办法，与驻扎福州各国领事商订中外互相保护约章八条，厦门一律照办，会同签字定议，业由本道分别照会贵领事暨各国领事，一体遵守在案。兹日本突来兵舰，纵兵上岸，在虎头山等处各架大炮……如此情形，万一土匪闻风起事，累及各国洋行，本道实属无此权力再行保护！:268-273”  

### 福建省的反应
延年在同领事交涉的同时，亦向闽浙总督许应骙发电请示，而许应骙在回电中给予了延年自主交涉的便利：“战守之事如何，相机应变，亦非弟所能遥度，正不必谦抑，计千里请命。以后之事，战守之机宜，均请相机自为酌夺，无庸请示。”在福州的官员随即开会商讨对策，许应骙下令增兵备战，水师提督杨岐珍奉命加强炮台防御，而福州将军善联、福建按察使周莲、福建布政使張曾敭则认为日军登陆一事已引起各国不满，主张通过和平谈判的手段解决问题。 

### 国际社会的反应
得知日兵登陆厦门后，英国方面联合法国、美国的公使向日本外务大臣青木周藏发出抗议，称义和团在厦门对日本侨民“并无任何粗暴的行动”，并要求日本方面解释出兵的理由，青木周藏无言作答。之后，日本驻福州领事丰岛舍松亦向青木周藏发送报告，称“美国领事会访本馆谓：厦门事件根本无土匪袭击之迹象，本愿寺起火时，国内外人民共赴救火，亦亲眼目击当时情形，而日本却登陆海军，实令人不可思议。英国领事则说：日军登陆厦门，岂非失策？此外法国与俄国领事也表示深不以为然。”
由于西方列强的集体施压，再加上当时的英国与美国是日本的财政援助国，日本首相山县有朋只得召集外务大臣青木周藏、陆军大臣桂太郎、海军大臣山本权兵卫、参谋总长大山岩等人于外务大臣官邸开会，就厦门事件进行商讨。会后，日本内阁决定终止向厦门出兵。
1900年8月29日，英国皇家海军派遣伊西斯号防护巡洋舰进入厦门港，8月30日午后，该舰派遣60位皇家海軍陸戰隊士兵登陆厦门岛。同日，德意志帝国海军派遣军舰进入厦门港。8月31日，美国海军派遣卡斯蒂勒号炮舰进入厦门港，之后法国海军与俄羅斯帝國海軍亦派遣军舰进入厦门港，改变了整个事件的形势。

## 撤兵
1900年8月31日，日本驻厦门领事上野专一因厦门事件卸任，职位由芳澤謙吉接替。同时，日本外务省下达“己饬撤回保护书院之兵，其余相机撤回”的电谕。随着日军的撤退，厦门的局势逐渐安定。1900年9月3日，各国驻厦领事及海军军官于英国领事公署开会，要求日本方面在十一日（即9月9日）六点前完全撤出部队。
1900年9月7日，日本方面与英国方面同时撤回部队，兴泉永道方面随即在厦门市区部署部队，并派兵保护驻厦的各国领事机构。1900年9月9日，日本方面的部队全部撤离厦门。

## 评价
台湾历史学家王尔敏在《弱国的外交--面对列强环饲的晚清时局》一书中指出：厦门事件对东南互保体系构成了破坏性的影响，而厦门事件则是“庚子拳变时期数百项教案中一项最奇怪的事变”。因为教案的对象是基督宗教，而东本愿寺布教所是佛教寺庙。但在庚子拳变期间，厦门的基督教堂未受惊扰，反而日本的佛教寺庙被火焚烧，这令中外人士都感到怀疑。